# Asylum Records
Asylum Records és una discogràfica estatunidenca pertanyent a Warner Music Group.

## Història
Asylum va ser fundada el 1971 per David Geffen, operant com un segell de rock. Un any després, va ser adquirida per Warner Communications, formant part juntament amb Elektra Records del que seria "Elektra/Asylum Records."
David Geffen va romandre al càrrec de la companyia, fins a 1975, retirant-se per problemes de salut. Elekta/Asylum Records va passar a dir-se Elektra Entertainment el 1989, mentre que Asylum Records es va convertir en una sucursal inferior.
El 1992, Asylum va ser reformada dins d'una discogràfica de country amb seu a Nashville, però operant àdhuc amb Elektra. Després d'estar inactiva diversos anys, Asylum va renéixer el 2004.
La nova companyia se centra en el hip-hop, i és dirigida per Warner Music Group.

## Artistes en catàleg
- Trae
- Partners-N-Crime
- Hot Wright
- Paul Wall
- Mike Jones
- Potzee
- Bun B
- D4L
- Lil Boosie
- Webbie
- Geto Boys
- Lil Wyte
- Cam'Ron
- Juvenille
- Frayser Boy
- Z-Ro
- Oowee
- Scarface
- DukeDaGod
- Potzee
- Kiotti
- Trae
- KLC
- Pimp C
- Webbie
- UGK